# Bürgenstock Resort Lake Lucerne
 (février 2025).
Si vous disposez d'ouvrages ou d'articles de référence ou si vous connaissez des sites web de qualité traitant du thème abordé ici, merci de compléter l'article en donnant les références utiles à sa vérifiabilité et en les liant à la section « Notes et références ».
Le Bürgenstock Resort Lake Lucerne est un complexe hôtelier et touristique situé en Suisse, dans le canton de Nidwald, au sud-est de Lucerne.
Il domine le lac des Quatre-Cantons et se trouve non loin du sommet du sommet du Bürgenstock.
Des sommets et conférences y sont organisés comme la réunion du groupe Bilderberg en 1960 et 1995, la rencontre entre les cobelligérants de la seconde guerre civile soudanaise en 2002 ou encore la Conférence de haut niveau sur la paix en Ukraine en 2024.